# 保罗·廷利
保罗·廷利（英語：Paul Tingley，1970年6月1日—），加拿大男子帆船运动员。他曾代表加拿大参加2000年、2004年、2008年、2012年和2016年夏季残疾人奥林匹克运动会帆船比赛，获得一枚金牌和二枚铜牌。